# Eugene Boyko
Pour les articles homonymes, voir Boyko (homonymie).
Eugene Boyko (1923 - 14 mars 2003) est un réalisateur canadien. Connu sous le surnom de Jeep, il a entre autres travaillé pour l'Office national du film du Canada (ONF).

## Biographie
Né à Saskatoon en Saskatchewan, Byoko entame sa carrière avec l'ONF durant les années 1950 alors que l'organisme est établie à Ottawa. Il est par la suite transféré avec l'ONF à Montréal.
Son œuvre cinématographique inclus la direction de photographie du film Fields of Sacrifice (en) de Donald Brittain en 1964. Ce film sera l'une des œuvres dont Byoko sera le plus fier en raison du sens de la dignité face aux morts, sans glorifier la guerre. Durant les années 1970, il travaille avec plusieurs scénaristes autochtones en collaboration avec l'ONF. De ces collaborations naît le documentaire This Was the Time (en) sur la culture haïdas en 1970.
Il travaille sur des films à travers le Canada, mais aussi à travers l'Europre, l'Inde, l'Afghanistan et le Ghana. Directeur du film Hélicoptère Canada (en) en 1966, un film commandité par le comité du Centenaire du Canada et présentant les dix provinces par des photos aériennes, ce documentaire atteint la nomination pour l'Oscar du meilleur film documentaire en 1967. Ce film lui permit de voyager à travers le Canada durant deux ans et d'utiliser un hélicoptère Alouette II pour les prises de vues.
S'établissant à Vancouver dans les années 1970, il devient producteur technique pour bureau local de l'ONF. Il travaille alors avec plusieurs jeunes cinéaste britanno-colombiens et contribue aux films Canaries to Clydesdales et Pacific Highliner. 
En 1986, une hémochromatose lui est diagnostiquée, peu de temps après avoir un article de la fondatrice de la Société canadienne d'hémochromatose, Marie Warder (en). Il meurt à Richmond en Colombie-Britannique en mars 2003 et conclut une carrière de collaboration à plus de 200 films.